# The Day Will Come When You Won't Be
«El Día Llegará Cuando No Lo Estés» —título original en inglés: «The Day Will Come When You Won't Be» es el primer episodio de la séptima temporada de la serie de televisión The Walking Dead. Se estrenó el 23 de octubre de 2016 en Estados Unidos y Latinoamérica por las cadenas AMC y FOX. El 24 de octubre se estrenó en España también mediante Fox. Fue dirigido por el productor ejecutivo Greg Nicotero mientras que Scott M. Gimple se encargó del guion.
Este episodio presenta las apariciones finales de personajes principales Abraham Ford (Michael Cudlitz) y Glenn Rhee (Steven Yeun), quienes son brutalmente asesinados por Negan (Jeffrey Dean Morgan).
La muerte de Glenn es una reminiscencia de su muerte en la serie de historietas, donde es asesinado de la misma manera. Sin embargo, la muerte de Abraham en los cómics difiere de su muerte en la serie de televisión; él es asesinado por Dwight (Austin Amelio) en los cómics, mientras que Dwight mata a Denise en la serie de televisión.
El título del episodio es una devolución a la advertencia del Dr. Edwin Jenner a Rick (Andrew Lincoln) al final de la primera temporada (" TS-19 ").

## Trama
Acorralado por Negan (Jeffrey Dean Morgan) y sus hombres, Rick (Andrew Lincoln) y su grupo siguen siendo obligados a arrodillarse frente a Negan para prometerle servidumbre. Para forzarlos aún más, Negan selecciona a uno de ellos para golpear en su cabeza con "Lucille", un bate de béisbol envuelto en alambre de púas. Su víctima seleccionada es Abraham (Michael Cudlitz), quien permanece desafiante después del primer golpe. Negan procede a pulverizar la cabeza de Abraham hasta convertirlo en pulpa, mientras los otros retroceden horrorizados. Cuando Negan le hace ver el bate de béisbol empapado de sangre a una Rosita (Christian Serratos) horrorizada, Daryl (Norman Reedus) salta y golpea a Negan, pero Dwight (Austin Amelio) y otros dos salvadores lo dominan rápidamente. Negan dice que no tolerará tal comportamiento y castiga al grupo de nuevo, esta vez atacando la cabeza de Glenn (Steven Yeun), para la angustia de Maggie (Lauren Cohan). Mientras el grupo observa con miedo, Negan continúa aplastando a Glenn de la misma manera que Abraham.
Después de presenciar cómo Negan mata a dos miembros de su propio grupo, Rick le hace una promesa al líder de los Salvados que lo matará algún día. Sin inmutarse, Negan arrastra a Rick a la casa rodante del grupo, anunciando con saña que volverá y, si Rick no está con él, sus hombres tienen permiso para matar al resto de la pandilla de Rick. Después de burlarse de Rick, Negan se marcha y detiene el RV cerca de uno de los controles de la carretera de los Salvadores por un paso elevado, en medio de una multitud de caminantes en medio de la espesa niebla matutina. Luego, Negan arroja el hacha de Rick al techo de la casa rodante y le ordena a Rick que la recupere, antes de empujarlo fuera de la casa rodante. En medio de la niebla y el humo denso, Rick lucha por la seguridad en el techo de la casa rodante y ve un cuerpo de andador colgando del paso elevado. Tiene recuerdos de las muertes de Abraham y Glenn, pero Negan se vuelve impaciente para que Rick regrese y comienza a disparar desde el techo. Rick salta al cadáver colgante, pero se resbala y cae, dejando caer el hacha. Mientras los caminantes se arremolinan a su alrededor, Negan dispara a los caminantes, dándole a Rick la oportunidad de recoger el hacha y regresar a la casa rodante.
Mientras Rick se sienta en silencio, Negan regresa al claro y saca a Rick del Auto-caravana. Reunido con ambos grupos, Negan le explica a Rick que espera que el viaje haya cambiado la forma de pensar de Rick sobre él. Como Rick todavía se rehúsa a someterse a él, Negan fuerza a Rick a arrodillarse y tiene a su hijo, Carl (Chandler Riggs), tumbado junto a él. Negan le dice a Rick que si no le corta el brazo a su hijo, matará a todos los miembros del grupo de Rick y a los que están en Alexandría. Rick le suplica que Negan lo tome del brazo, pero Negan se niega. Sollozando, Rick toma el hacha y está a punto de cortar a Carl cuando Negan lo detiene, feliz de que finalmente se haya sometido. Luego, Negan les dice a Rick y a los demás que irán a Alexandría en una semana para llevar la mitad de sus suministros. Después de capturar a Daryl como rehén, Negan y los salvadores abandonan al grupo, dejándolos desesperados.
Después de que el grupo se deja llevar por la conmoción y el dolor, Rick le dice a Maggie, desconsolada, y que aún sufre de complicaciones en el embarazo, que deben llevarla al médico de la colonia de Hilltop. Sin embargo, Maggie insta a que todos regresen a Alexandría y se preparen para luchar. Rick responde diciendo que todos morirán si persiguen a Negan y su ejército. El grupo insiste en continuar hacia Hilltop, pero Maggie exige que no la sigan. Sasha (Sonequa Martin-Green) se ofrece como voluntaria para escoltar a Maggie a Hilltop para recuperarse, junto con los cuerpos de Glenn y Abraham. A medida que un andador se acerca lentamente, Rick levanta su hacha y se une a los demás en la Auto-caravana. Triste, Rick tiene una visión de todo su grupo, incluidos Abraham y Glenn, así como el hijo aún nacido de Maggie, disfrutando juntos de una comida al aire libre en Alexandría, antes de volver a la realidad. A través del espejo retrovisor derecho, Rick ve al caminante comiendo los restos de sangre sobrantes de Glenn mientras se aleja.

## Desarrollo
"The Day Will Come When You Won't Be" es basado en la edición # 100 de Robert Kirkman serie de cómics del mismo nombre, específicamente el principio de la introducción de Negan y la muerte de Glenn. Kirkman ha trabajado con precursores de la serie de muertes "transferencia" de personajes de cómic a diferentes personajes dentro de la serie de televisión; En concreto, Abraham había sido muerto por Dwight y otro Salvador en los cómics, pero este destino estaba fijado a Denise en el episodio "Twice as Far". Kirkman y los guionistas habían considerado si era necesario para el espectáculo de la muerte de Glenn, ya se tenía sorteado a Abraham para recibir los golpes mortales de Negan. Glenn fue el primer personaje que se había fundido para la demostración de que en el momento de la fundición, el destino del personaje no fue establecido en los cómics; Kirkman había escrito la edición #100 sabiendo que Steven Yeun estaba representando Glenn en la serie, y es hecha por escrito que difícil cuestión. Kirkman y los guionistas discuten optaron por terminar la vida de Glenn, pero al final decidió que al evitar la muerte de Glenn que habrían sido "tirando del hilo en este suéter simplemente tira demasiadas cosas aparte", dada la muerte de Glenn en los cómics impulsa las tramas subsiguientes de varios personajes, en especial de Maggie. por lo tanto, consideraron que la muerte de Glenn era "esencial" para el episodio.

## Recepción
"The Day Will Come When You Won't Be" recibió muchos comentarios positivos de los críticos. En Rotten Tomatoes, que posee una calificación de 72% con una puntuación media de 7,1 sobre 10, basado en 46 opiniones. El consenso del sitio lee "El retroceso cargado el día en que no se le es lento para entregar los frutos del final de la temporada pasada - pero en última instancia le proporciona, con actos sádicos de la violencia desgarradora que empujará a los muertos a un límite". Igualmente, el episodio fue criticado debido a lo violento que fue.
Matt Fowler, de IGN le dio un 6 sobre 10 en su revisión y comentó: "Se cruzó una línea, pero un poco de sangre. O la muerte, incluso. No necesariamente. "Básicamente se rompió el fragmento del final de la confianza en el programa de los servicio personajes con más artimañas". "Zack Handlen de The AV Club le dio al episodio una C-, el grado más bajo dado por el sitio web para el espectáculo hasta la fecha, diciendo:" el espectáculo es tan ridículo que piensa que todos caimos en su juego, Sin embargo realmente no los somos;. crucen sus dedos y esperen el momento como el demonio de su legión y de fieles seguidores, obsesivos les rompa sus vestidos a la horrible muerte de uno de sus personajes favoritos, pero aun así estaremos de vuelta la próxima semana."
Según Stuart Jeffries de  The Guardian , "Esto fue, por decirlo suavemente, visualización incómoda: más de 45 minutos de porno de tortura mezclado con algo aún más desagradable ... esto no fue tanto entretenimiento como evisceración psíquica para nosotros ".
Todd VanDerWerff de Vox escribió: He tenido muchos problemas con 'The Walking Dead' últimamente, especialmente con ese realmente terrible final de la sexta temporada - pero probablemente todavía me habría llamado a mí mismo, en general, un "fan" del show hasta esta noche ".
Brian Lowry de CNN también criticó el episodio: "Sin embargo, sus cualidades más admirables se han eclipsado cada vez más por las más desagradables, no simplemente por demostrar cuán brutal puede ser la humanidad, sino por jugar con su público". Jeff Stone de IndieWire escribió en su reseña: "Fue miserable y tedioso, y me hizo sentir mal. No de una manera emocionalmente convincente, solo en un aspecto de" podría estar viendo algo de valor ", and he graded the episode D-. Kristi Turnquist de The Oregonian también fue crítico: "La revelación más impactante fue lo bajo que productor ejecutivo y escritor Scott M. Gimple y el creador de cómics" Walking Dead "Robert Kirkman están dispuestos a ir por el bien del sensacionalismo y torturar a la pornografía. "
Algunos críticos revisaron el episodio positivamente. John Saavedra de Den of Geek! Le dio cuatro de cinco estrellas:" Cualquiera con la esperanza de una hora increíblemente sangrienta de asesinatos y mutilaciones que nunca habíamos visto antes en The Walking Dead debería estar muy contento con el estreno de la séptima temporada". 
Steve Wright de  SciFiNow  le dio al episodio una calificación de cinco de cinco en su revisión: "A veces, los shows necesitan un momento que cambie el juego para sacudir la fórmula y evitar que las cosas se compliquen. cualquier show estaba tan necesitado de uno, era 'The Walking Dead', y definitivamente lo recibió. Bienvenido de nuevo."
Mick van Hesteren de IGN Benelux lo calificó con 10 de 10 y lo llamó obra maestra. En reacción a las críticas sobre la cantidad de violencia en el episodio, la productora ejecutiva Gale Anne Hurd dijo que a la luz de los comentarios negativos, domaron algunas de las escenas más horripilantes que estaban en los episodios que se filmaron para la segunda mitad de la temporada. Hurd dijo que "este no es un espectáculo, es porno de tortura ... Asegurémonos de no cruzar esa línea". Los productores ejecutivos Scott M. Gimple y Greg Nicotero respondieron esto, afirmando que la violencia en este episodio fue intencionalmente excesiva. la parte superior de la narración, ya que el "horror de lo que le sucedió a los personajes fue muy específico de ese episodio y el comienzo de esta nueva historia", pero no reflejaba una referencia de violencia que querían para la serie.

### Audiencia
El episodio recibió una calificación de 8.4 en la demográfica 18-49 con 17.03 millones de televidentes totales, lo que hizo que sea el segundo capítulo más visto en la historia de la serie después de "No Sanctuary", el primer episodio de la quinta temporada.